# Cristy Nurse
Cristy Nurse (* 5. Dezember 1986 in Georgetown, Ontario) ist eine kanadische Ruderin, die im Achter fünf Medaillen bei Weltmeisterschaften gewann.
Cristy Nurse rudert seit 2006. Ihr erster internationaler Erfolg war die Silbermedaille mit dem kanadischen Achter bei den Weltmeisterschaften 2010 hinter dem seit 2006 bei Weltmeisterschaften ungeschlagenen US-Achter, auch 2011 belegte der kanadische Achter den zweiten Platz. 2012 ruderte Nurse zwar im Ruder-Weltcup im Achter, verpasste aber die Olympischen Spiele wegen einer Rückenverletzung.
2013 trat Cristy Nurse in zwei Bootsklassen an: Beim Weltcup in Luzern belegte sie den dritten Platz mit dem Achter und gewann im Vierer ohne Steuerfrau. Bei den Weltmeisterschaften in Chungju gewann der Vierer mit Sarah Black, Christine Roper, Natalie Mastracci und Cristy Nurse die Silbermedaille hinter dem US-Vierer, der US-Achter siegte vor Rumänien und Kanada, wobei alle Ruderinnen aus dem Vierer auch im kanadischen Achter saßen. 2014 gewann der kanadische Achter in Abwesenheit des US-Bootes beim Weltcupfinale in Luzern. Bei den Weltmeisterschaften in Amsterdam siegte ein weiteres Mal das US-Boot vor den Kanadierinnen. 2015 trat Cristy Nurse wieder in zwei Bootsklassen an. Im Zweier ohne Steuerfrau belegten Cristy Nurse und Jennifer Martins den sechsten Platz bei den Weltmeisterschaften auf dem Lac d’Aiguebelette, mit dem Achter erruderten die Kanadierinnen die Bronzemedaille hinter dem US-Boot und den Neuseeländerinnen. Bei den Olympischen Spielen 2016 belegte der kanadische Achter den fünften Platz.